# Luciosudis normani
Luciosudis normani is een straalvinnige vissensoort uit de familie van papierbeenvissen (Notosudidae). De wetenschappelijke naam van de soort is voor het eerst geldig gepubliceerd in 1931 door Fraser-Brunner.